# Štefan Selmar
Štefan Selmar mađarski: Szelmár István, izvorno Slamar/Szlámár (Grad ili Felsőlendva oko 23. listopada 1820. – Ivanovci ili Ivanócz/Alsószentbenedek 15. veljače 1877.) je bio slovenski rimokatolički svećenik, pisac i prevoditelj u Prekmurju, u Mađarskoj.
Od 1845. do 1860. godine bio je kapelan u Črenšovcima (Cserensócz/Cserföld) i Turnišću (Bántornya). Od 1860. do 1876. godine služio je u Kančevcima. Umro je 1877. godine u Ivanovcima.

Selmar je preveo mađarsku knjigu Bibliai történetek (Povijesti Staroga i Novoga zavjeta) na prekomurski jezik za prekomursku mladež: Zgodbe Sztaroga i Nóvoga Zákona, za s'olszko detczo poleg knige Roder Alajosa na sztari szlovenszki jezik prenesene.